# ジャストミート (漫画)
『ジャストミート』は、原秀則による日本の野球漫画作品。『週刊少年サンデー』（小学館）1984年30号〜1987年30号に連載されていた。単行本は全19巻。初期はコメディー要素が多かったが、終盤では本格的な青春漫画になっている。
番外編として『ふぁうるちっぷ』（全2巻）も発売されており、星高野球部設立の経緯や、ナインたちの過去のエピソードなどが収録されている。

## ストーリー
元プロ野球選手が、新しく赴任してきた高校で9人の1年生と共に、野球部を設立して甲子園を目指す野球漫画。
目立ちたがり屋で有名な、県立星高野球部。特にピッチャーの橘二三矢、センターの坂本天馬の2人は試合そっちのけで目立つことに執念を燃やし、目立つ奴ならたとえ仲間でも邪魔し、ゲームにならないこともしばしば……。しかし、なぜか試合には勝ってしまう星高。負けず嫌いなナインたちの実力で次々と試合に勝ち、着実に甲子園に向けて邁進していく。

## 登場人物

### 星高野球部
橘 二三矢（たちばな ふみや）
誕生日は1月1日。ポジションは、ピッチャー。3番。
本作の主人公（前半はやや天馬が主人公格だが後半はほぼ二三矢単独）で、県立星高等学校のエース。幼い頃から野球をしていた経験者で、決め球は「フォークボール」。小学校の時点で、既にこの決め球を習得していた。
無類の目立ちたがり屋で、人が目立つと動揺し邪魔をしたがる傾向があり、試合の流れも考えずに目立とうとする。完封したり大量失点したりと調子の波が激しく、スタミナもあまりない。
天馬とは互いに目立ちたがり屋の性分から対立することもあるが、互いによきライバル同士である。
お調子者ではあるが、友達を大切にする心も持ち、自分よりも相手を優先することもしばしばある。
数年後には西武ライオンズの1軍ピッチャーの代わりとして急遽日本シリーズのマウンドに立ち、完全試合を達成してチームを日本一に導く。
坂本 天馬（さかもと てんま）
誕生日は12月31日。ポジションは、センター。4番。
もう一人の主人公（前半は二三矢より格段に主人公格であるが後半では主人公としては二三矢に劣る）で、二三矢の親友。中学時代は陸上部所属で、無効になってしまったが100mの中学日本記録を持つ。そのため、無類の俊足を誇る。
二三矢同様目立ちたがり屋で、足を活かすためバントをしていたが、たとえ頑張ってもホームランには勝てないと悟りホームラン一筋で頑張るが、三振ばかりしてヒットすら打てない。「4番じゃないと打たない」と言い張り、4番に座る。
栗原美和子に一目惚れし、彼女に「逆転サヨナラ満塁ホームランを見せる！」と約束してからは、さらにホームラン志向が強くなる。そのため、大スランプに陥った時期もあったが、美和子から「今度はランニングホームランが見たい」と言われ、彼女の期待に応えようとした結果、再び持ち前の俊足が脚光を浴びることになった。
数年後には美和子と結婚し、実家のラーメン店を継いでいる。
音無 譲（おとなし ゆずる）
誕生日は10月10日。ポジションは、キャッチャー。2番。
いつも二三矢や天馬に振り回されている友達。
中学時代は柔道部に所属し、県大会2位の実力を持つ。小柄な体型からは考えられないパワーがあり、星高の主砲。変化球が苦手だがストレートには強く、敬遠のボールも打ったことがある。
数年後には、実家の酒屋を継いでいる。
長島 重男（ながしま しげお）
元阪神タイガースの選手で、現在は星高の教師兼野球部監督。担当科目は、数学。
星高赴任早々、二三矢や天馬らの実力を見抜き、彼らその他のナインを無理やり野球部に入部させる。
しかし目立つことばかり考え、真面目に練習しない部員たちに日々頭を抱えることがしばしば。
数年後には、離島の小学校に転任している。
麻見 省吾（あさみ しょうご）
誕生日は7月7日。ポジションは、サード。5番→1番。
守備に関しては部内一で、鉄壁を誇る。中学時代はサッカー部に所属。ポジションはキーパーで、ここでも点を取らせない守備を誇っていた。
打撃で目立つ事はほとんどないが、技巧派な面が見られる。そのため、物語後半は1番に定着した。
普段は無口でほとんど喋ることはないが、ルックスが良いので女の子からの人気は高い。
成り行き上ではあるが、チームのキャプテンでもある。
高校卒業後は、カメラマンとなった。無精髭にサングラス、という出で立ちになっている。
守口 要（もりぐち かなめ）
チームで一番目立たない存在（正確には目立とうと努力はしているが、相手にされることがほとんどなく、結果目立っていないと見られてしまっている）。ポジションは、ショート。1番→9番。
打席に立つとどことなく不気味で、相手投手が必要以上に警戒してしまい、結果として四球が多くなるという特徴があったため序盤は1番を打っていたが、その目立たなさのせいで中盤以降は9番に落ち着いてしまった。
ショートという守備の要のポジションを任されているにもかかわらず、大抵の打球はサードの麻見が処理してしまうため、守備でも目立つことがない。
しかし、1年夏の甲子園初出場でチーム1号本塁打を打っている。また、同年夏のある試合では投手も務めている。
家は葬儀屋をしており、家族全員、瓜二つの顔をしている。
外伝である『ふぁうるちっぷ』では、彼だけのエピソードが描かれていない。その代わり、「デッドボール」という彼だけのためのエピソードが描かれているが、家族内でも彼一人だけ夕飯が用意されていなかったりと目立たない存在であるという内容になっている。
数年後には、実家の葬儀屋を継いでいる様子。
柏原 太（かしわばら ふとし）
部内一の大食漢。ポジションは、ファースト。6番。
一見肥満体だがパワーがあり、守備に関しても柔軟性にも優れており、多少逸れた送球でも難なく捕球ができる。
実際かなりの大食漢であり、大食い大会に参加しては次々と制覇していくため、「鋼鉄の胃袋男（アイアンストマック）」と恐れられている。
小林 健（こばやし けん）
部内一の長身の持ち主。ポジションは、ライト。7番。
長身を活かした、球際の守備と、外角打ちを得意としている。一方、内角打ちは身体が窮屈となるため苦手としている。
中学時代はバスケットボール部に所属しており、その長身を活かしてポイントゲッターとして活躍していた。しかし、野球部に入部して以来二三矢たちの陰に隠れてしまい、守口と同じかそれ以上に目立たない存在となってしまった。1年夏のある試合では、相手の隙につけ込み好走塁を見せるという活躍もしている。
左右田 秀樹（そうだ ひでき）
眼鏡をかけ、部内では情報分析に秀でる。ポジションは、セカンド。8番。
実力は他のチームメイトに劣るものの、抜群の野球知識とコンピュータを駆使した相手チームの情報分析で実力をカバーしている。試合の状況を見て、冷静な判断を下せる面がある。
数年後には、実家の本屋を継いでいる。
田中 一郎（たなか いちろう）
部内一の強肩を誇る。ポジションは、レフト。9番→5番。唯一、野球部への入部を自主的にした。
当初は地味で目立たない存在で、左利きにもかかわらず監督のアドバイスを受けるまで右打席に立ちつづけたり、二三矢の代わりにマウンドに上がった際には、セットポジションを知らずにボークをするなど、野球初心者と思われる描写があった。
しかし、身体能力は部内でも屈指で、遠投100mの強肩と、バックスクリーンのさらに上を行く特大ホームランを放てるパワーを備えている。そのため、中盤以降は強肩を生かして二三矢の代わりに投手を務めたり、打順も中軸を任されるようになる。
実家は医者の家庭で、母親からは部活をすることには反対されていた。しかし、試合で生き生きとした表情を見せる姿を見て、部活をすることを認められた。
数年後には、医者となる。
小泉 淳（こいずみ じゅん）
1年生の新入部員。投打にわたって高い実力を持ち、ルックスも良い。補欠として、投手兼外野手を務める。
中学ナンバーワン投手としてその名を馳せ、監督からは入学早々からレギュラー候補として期待されていたが、目立ちたがりの上級生に睨まれ、なかなか出場機会を得られなかった。
それでも、甲子園の決勝戦では4番センターとしてスタメン起用され、初回から9回までの27アウトすべてをセンターフライで処理する。また、延長戦の18回裏2死からは二三矢の後を受けてマウンドに上がり、打者一人を打ち取った。
高校卒業後は、星高校の野球部監督に就いている。
森村 洸（もりむら あきら）
新入部員。森村美樹の弟。二三矢のことを一方的にライバル視しているが、実力は素人同然。威勢だけはいい。
景倉（かげくら）
新入部員。麻見同様、かなりの無口。しかし実力は、センターで鉄壁の守備を見せるなど、あなどれないものがある。
高校卒業後は、漫画家となる。

### 月が丘女子学園
栗原美和子
本作のヒロイン。